# Southaven
Southaven ist eine Stadt im DeSoto County im US-Bundesstaat Mississippi und befindet sich unmittelbar an der Grenze zum Bundesstaat Tennessee, etwa 300 Kilometer nördlich der Hauptstadt Jackson. Das U.S. Census Bureau hat bei der Volkszählung 2020 eine Einwohnerzahl von 54.648 ermittelt.
Southaven ist ein südlicher Vorort von Memphis, Tennessee und gehört zur Metropolregion Memphis.
Bei der Volkszählung 2010 hatte die Stadt 48.982 Einwohner. Im Jahr 2014 waren es bereits 51.824 Einwohner, davon sind ungefähr zwei Drittel Weiße und knapp ein Viertel Schwarze, Hispanics bilden mit einem Anteil von etwa fünf Prozent die größte Minderheit. Insgesamt ist in Southaven im Zeitraum von 2000 bis 2014 ein Bevölkerungswachstum von 78,8 % zu verzeichnen. Im Februar 2011 war Southaven die drittgrößte Stadt Mississippis.
1988 wurde das Baptist Hospital-DeSoto gegründet.
Seit 2013 ist Darren Musselwhite Bürgermeister der Stadt. Der vorherige Bürgermeister Greg Davis war in einen Skandal um die Veruntreuung von Stadtgeldern verwickelt und wurde zu einer Rückzahlung von insgesamt mehr als 170.000 US-Dollar an die Stadt verurteilt; diese Strafe wurde nach Einspruch Davis’ durch den Mississippi Supreme Court bestätigt.
Die University of Mississippi und das Northwest Mississippi Community College haben Außenstellen in Southaven.
Southaven hat ein eigenes Eishockeyteam, die Mississippi RiverKings, die in der Southern Professional Hockey League spielen.
In Southaven schneiden sich der 35. nördliche Breitengrad und der 90. westliche Längengrad.
Etwa fünf Kilometer nördlich von Southaven befindet sich der Flughafen Memphis. Über die Interstate 55 gelangt man von Southaven nach Jackson.

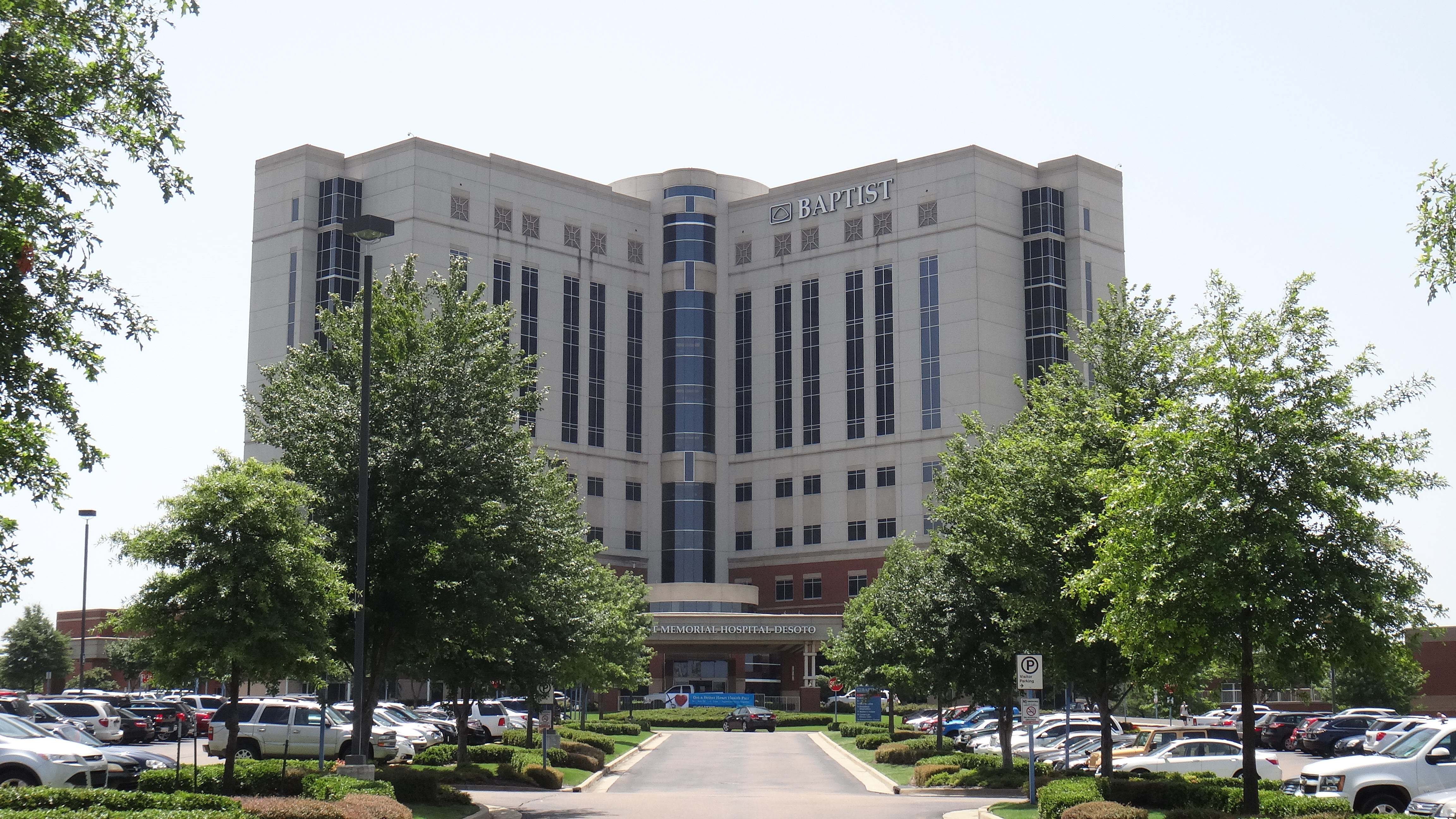
Baptist Hospital-DeSoto
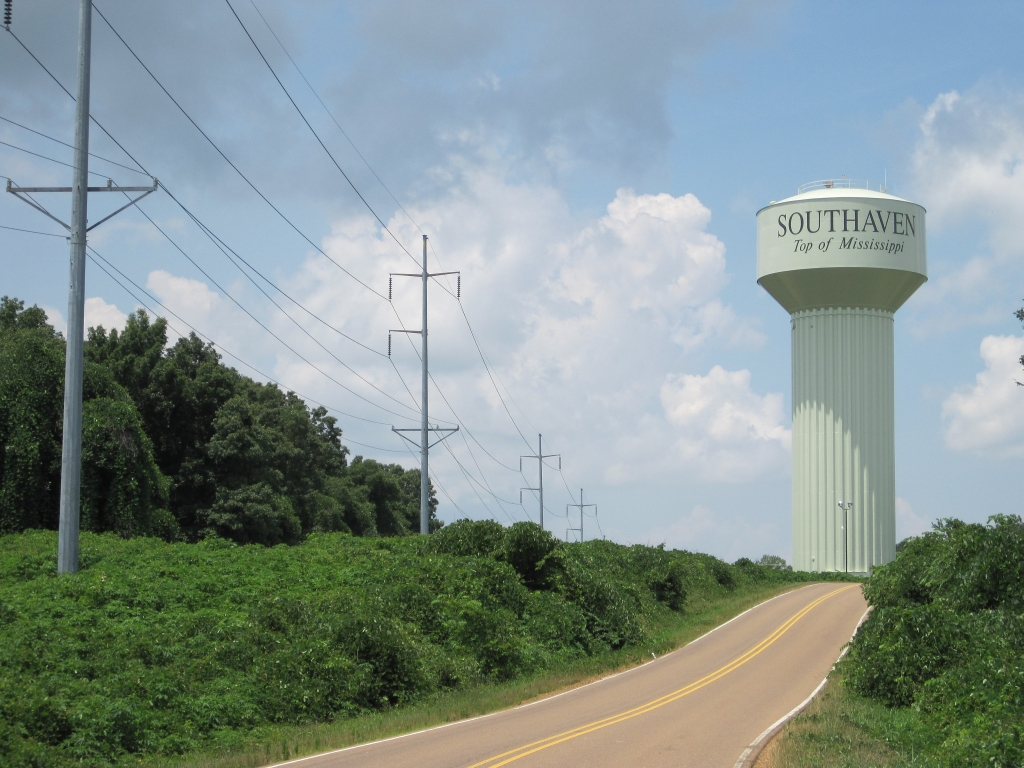
Wasserturm

## Persönlichkeiten
- John Grisham (* 1955), US-amerikanischer Rechtsanwalt und Autor
- Cory Branan (* 1974), US-amerikanischer Singer-Songwriter